# Monguelfo-Tesido
Welsberg-Taisten (tiếng Ý: Monguelfo-Tesido) là một đô thị ở Nam Tirol trong vùng Trentino-Nam Tirol của Ý

## Địa lý

Bản đồ của đô thị này trong tỉnh Bolzano-Bozen

Đô thị này có vị trí cách 110 km về phía đông bắc của thành phố Trento và khoảng 60 km về phía đông bắc của thành phố Bolzano. Tại thời điểm ngày 31 tháng 12 năm 2004, đô thị này có dân số 2.570 người và diện tích là 46.6 km².
Welsberg-Taisten (Monguelfo-Tesido) giáp các đô thị: Prags (Braies), Rasen-Antholz (Rasun-Anterselva), Olang (Valdaora), Gsies (Valle di Casies), và Niederdorf (Villabassa).

## Các đơn vị cấp dưới (frazioni)
Đô thị Welsberg-Taisten (Monguelfo-Tesido) có các frazioni (parishes) Novale, Prati, Riva di Sotto, và Taisten (tiếng Ý: Tesido). 